# 佐賀ユースカップ
佐賀ユースカップ（さがユースカップ）は、佐賀県競馬組合が佐賀競馬場で施行する地方競馬の重賞競走。正式名称は「日刊スポーツ東京本社杯 佐賀ユースカップ」。
日刊スポーツ東京本社が優勝杯を提供している。

## 概要
2021年度の番組改編において新設された重賞競走。佐賀競馬所属の3歳馬によって行われる短距離重賞である。
第1回と第2回は「高知・佐賀スタリオンシリーズ」に指定されており、優勝馬の馬主には副賞として種牡馬配合権が与えられた。対象種牡馬は、2021年がディーマジェスティ、2022年がサングレーザー。

### 条件・賞金等（2025年）
出走条件
サラブレッド系3歳、佐賀所属。
負担重量
定量（56kg、牝馬2kg減）。
賞金額
1着500万円、2着175万円、3着100万円、4着75万円、5着50万円、着外8万円。
副賞
日刊スポーツ東京本社賞、佐賀県馬主会会長賞、佐賀県知事賞、佐賀県競馬組合管理者賞

## 歴代優勝馬
| 回数  | 施行日        | 優勝馬             | 性齢 | 所属 | タイム | 優勝騎手 | 管理調教師 | 馬主     |
| ----- | ------------- | ------------------ | ---- | ---- | ------ | -------- | ---------- | -------- |
| 第1回 | 2021年6月13日 | アルティマソウル   | 牡3  | 佐賀 | 1:30.8 | 小松丈二 | 真島元徳   | 長山幸路 |
| 第2回 | 2022年7月3日  | シウラグランデ     | 牝3  | 佐賀 | 1:31.7 | 山口勲   | 手島勝利   | 鈴木克斉 |
| 第3回 | 2023年6月25日 | ブレイブアモーレ   | 牡3  | 佐賀 | 1:29.1 | 石川慎将 | 手島勝利   | 岩崎僖澄 |
| 第4回 | 2024年6月30日 | ムーンオブザサマー | 牝3  | 佐賀 | 1:27.8 | 川島拓   | 土井道隆   | 木稲安則 |
| 第5回 | 2025年6月29日 | ニシノリンダ       | 牝3  | 佐賀 | 1:29.3 | 山口勲   | 真島元徳   | 西山茂行 |

### 各回競走結果の出典
- 佐賀ユースカップ 歴代優勝馬 - 地方競馬全国協会
- JBISサーチ
  - 2021年、2022年、2023年、2024年、2025年